# Gnathonarium dentatum
Gnathonarium dentatum là một loài nhện trong họ Linyphiidae. Chúng miêu tả năm 1834 bởi Wider.